# اولگا کنیپر
اولگا کنیپر (به روسی: Ольга Леонардовна Книппер-Чехова) ‏ (۲۱ سپتامبر ‏ ۱۸۶۸ – ۲۲ مارس ۱۹۵۹) بازیگر روس. او همسر آنتوان چخوف بود و پس از مرگ وی نقش مهمی در جمع‌آوری و چاپ آثار او داشت.